# Oktiábrskaya-Radiálnaya
Oktiábrskaya (en ruso: Октябрьская) es una estación del Metro de Moscú situada en el Distrito de Yakimanka de esa misma ciudad. La estación se encuentra en la línea Kaluzhsko-Rízhskaya, entre las estaciones Shábolovskaya y Tretyakóvskaya.

## Historia
La estación se inauguró el 13 de octubre de 1962 y, originalmente, constituía el fin de su línea por la parte norte, antes de su expansión en 1970.

## Diseño

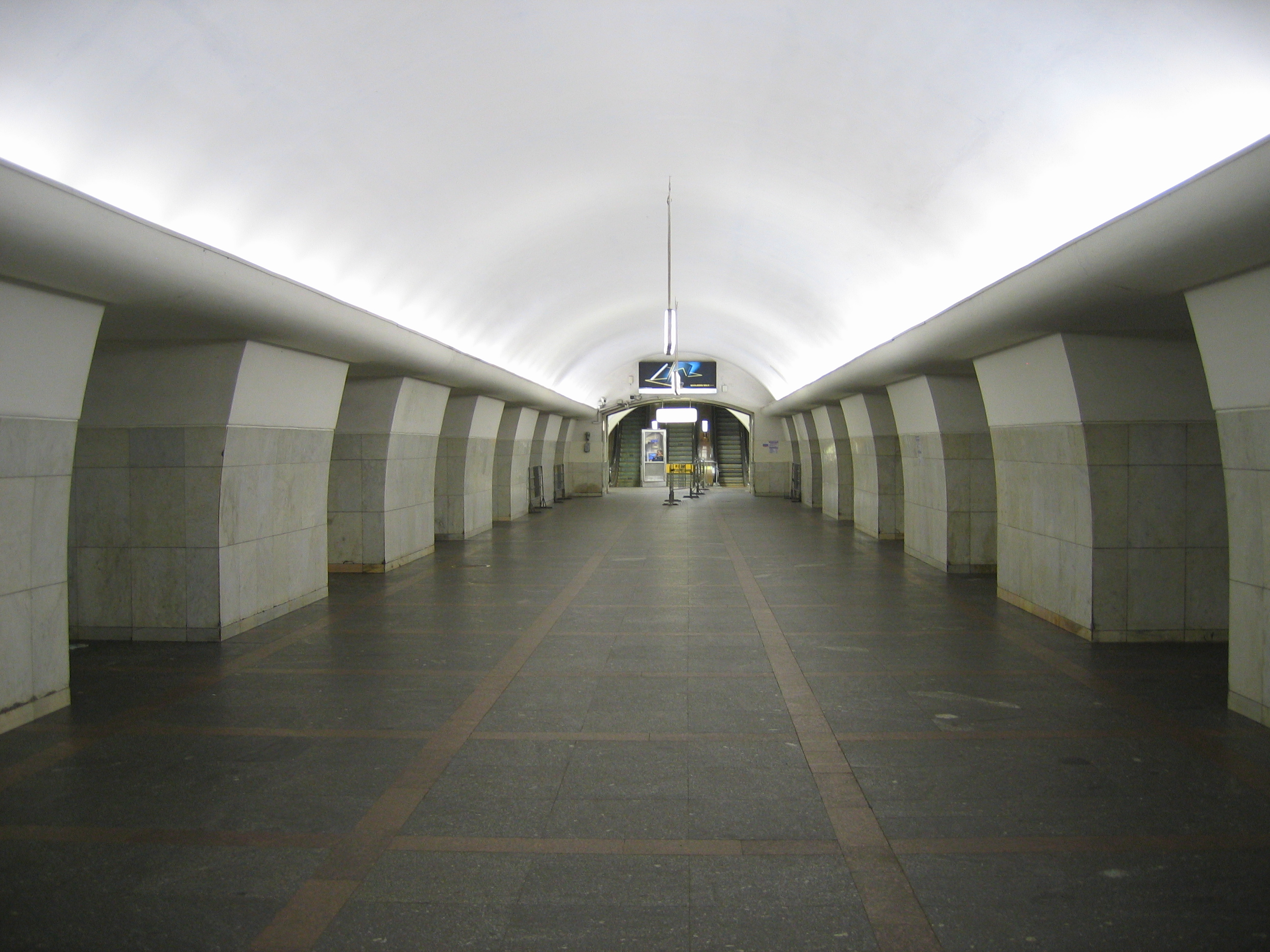
Pasillo central de la estación

Los arquitectos de la estación fueron A. Strelkov, Nina Aleshina y Yu. Vdovin. Dispone de pilares de mármol blanco y paredes recubiertas de azulejos de cerámica blancos.

## Accesos
El vestíbulo independiente de acceso a la estación se encuentra en la calle Bolshaya Yakimanka, aproximadamente medio bloque al norte de la plaza Kaluzhskaya.

## Conexiones
Desde esta estación es posible hacer transbordo a la estación homónima de la línea Koltsevaya.